# Club Olympique de Roubaix Tourcoing
El Club Olympique de Roubaix Tourcoing fue un equipo de fútbol de Francia que jugó en la Ligue 1, la primera división de fútbol en el país.

## Historia
Fue fundado en el año 1945 en la ciudad de Roubaix tras la fusión de los equipos Excelsior AC Roubaix, RC Roubaix y US Tourcoing tras finalizar la Segunda Guerra Mundial, y ganó su primer y único título de la Ligue 1 en la temporada de 1946/47.
El club disputó 10 temporadas en la Ligue 1, en donde disputó 344 partidos, de los cuales ganó 130, anotó 550 goles y recibió 570, permaneció jugando en las categorías amateur de Francia hasta su desaparición el 15 de junio de 1970.

## Palmarés
- Ligue 1: 1

1946/47

## Jugadores

### Jugadores destacados
| - Jean Baratte - Julien Darui | - Henri Hiltl - Lucien Leduc |

## Entrenadores
| - Jean Batmale 1945–1946 - Charles Demeillez 1946–1947 - Georges Winckelmans 1947–1948 - Ernest Payne 1948–1949 - Julien Darui 1949 – 1953 - Marcel Desrousseaux 1953 – 1955 - Jean Baratte 1955 | - Stanis Laczny 1955 – 1959 - Robert Lemaître 1959 - Jean Lechantre 1959–1960 - Maurice Blondel 1960–1962 - Jacques Favre 1962–1963 - Marcel Desrousseaux 1963–1964 - Jean Lechantre 1964–1965 |

- Fuente:[3]